# Масса (річка, Марокко)
Ма́сса або Уе́д-Ма́сса  (араб. واد ماسة) — річка на півдні Марокко в історико-географічному регіоні Сус. Має витоки на схилах гірського хребта Антиатлас і тече на північний захід, впадаючи до Атлантичного океану у Національному парку Сус — Масса.
Від назви річки походить назва одного з дванадцяти регіонів країни, Сус — Масса. До того ж, на річці розташовано однойменне місто, Масса.